# 羅西克萊爾縣區 (伊利諾伊州哈丁縣)
羅西克萊爾縣區（英語：Precincts (United States)）是位於美國伊利諾伊州哈丁縣的一個縣區。

## 地方資料
根據2010年美國人口普查的數據，羅西克萊爾縣區的面積為17.73平方千米，當中陸地面積為16.33平方千米，而水域面積為1.40平方千米。當地共有人口1186人，而人口密度為每平方千米66.89人。